# سكوت هارينجتون
سكوت هارينجتون هو لاعب هوكي الجليد كندي، ولد في 10 مارس 1993 في كينغستون في كندا.

## وصلات خارجية
- سكوت هارينجتون على موقع دوري الهوكي الوطني (الإنجليزية)
- سكوت هارينجتون على موقع الدوري الأمريكي لهوكي الجليد (الإنجليزية)
- سكوت هارينجتون على موقع EliteProspects.com (الإنجليزية)
- سكوت هارينجتون على موقع HockeyDB.com (الإنجليزية)
- سكوت هارينجتون على موقع Hockey-Reference.com (الإنجليزية)